# الهلال

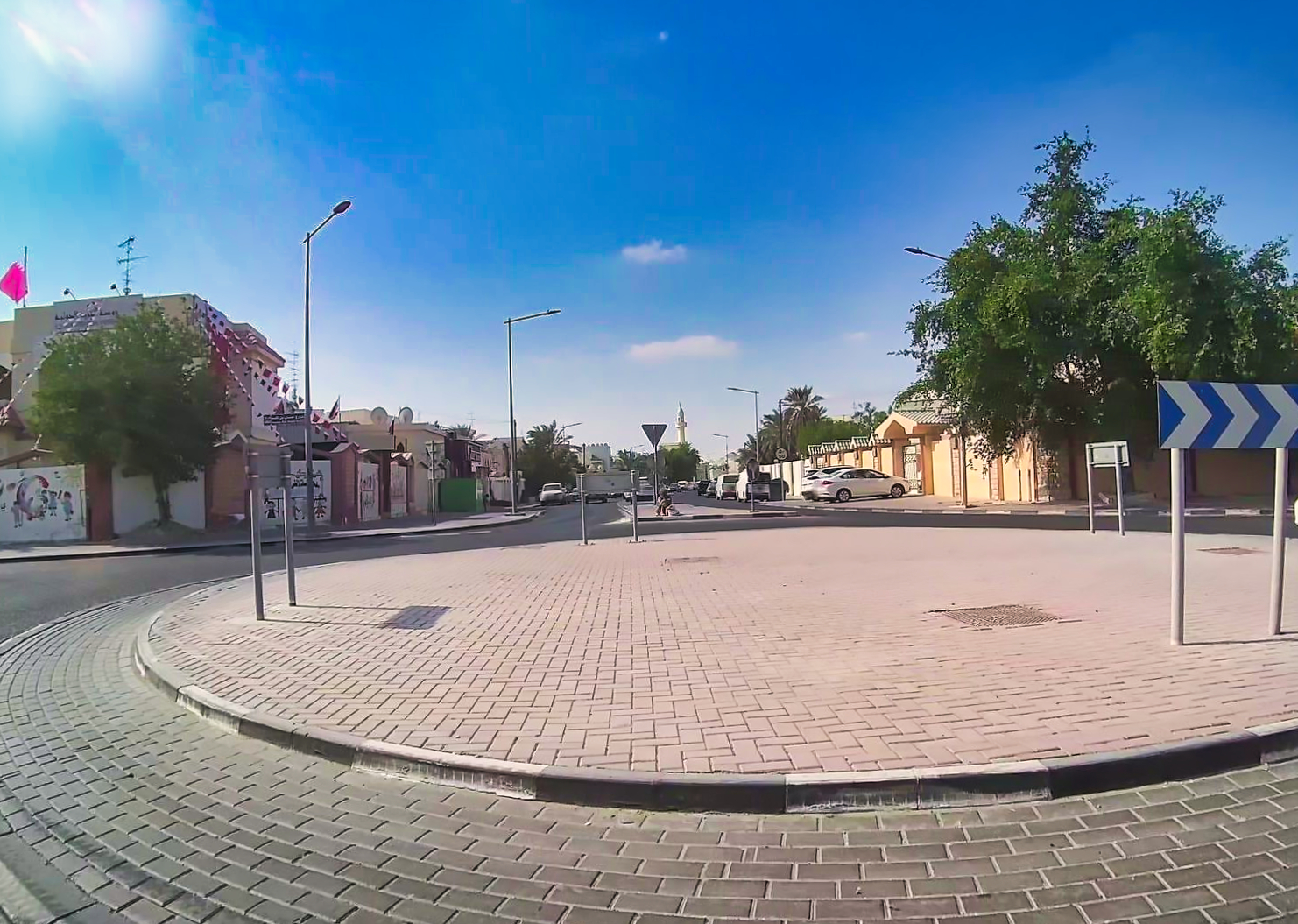
الهلال

الهلال یک منطقهٔ مسکونی در قطر است که در دوحه واقع شده‌است.